# Carlos Juárez (actor)
Carlos "El Negro" Juárez (Buenos Aires, Argentina; 30 de abril de 1951; Mar del Plata, Buenos Aires, Argentina 19 de octubre de 2016) fue un director y actor de cine, teatro y televisión argentino.

## Carrera
Carlos inició su camino artístico en 1970 en la obra El hombre con la flor en la boca de Pirandello, bajo la dirección de Carlos Hugo Andrada. Desde ese momento trabajó sin descanso, participando de más de 50 espectáculos teatrales en Mar del Plata y Buenos Aires.
Trabajó en roles de reparto en cine, teatro y televisión. Entre los numerosos reconocimientos que obtuvo se encuentran el Premio Estrella de Mar al Mejor Actor Marplatense, que ganó en tres oportunidades y el Premio Pepino el 88 por Mejor Labor Actoral.
El actor Carlos Juárez murió producto de un ataque cardíaco a los 65 años en Mar del Plata el 19 de octubre de 2016.

## Premios
- 1982 Premio Estrella de Mar al Mejor Espectáculo Marplatense ("El histórico encuentro de Margarita y Armando")
- 1983 Nominado Estrella de Mar Mejor Espectáculo Infantil ("Estrellas por la cabeza")
- 1983 Nominado Estrella de Mar Mejor Actor Marplatense ("Estrellas por la cabeza")
- 1983 Premio Estrella de Mar al Mejor Espectáculo Marplatense ("La cortina de abalorios")

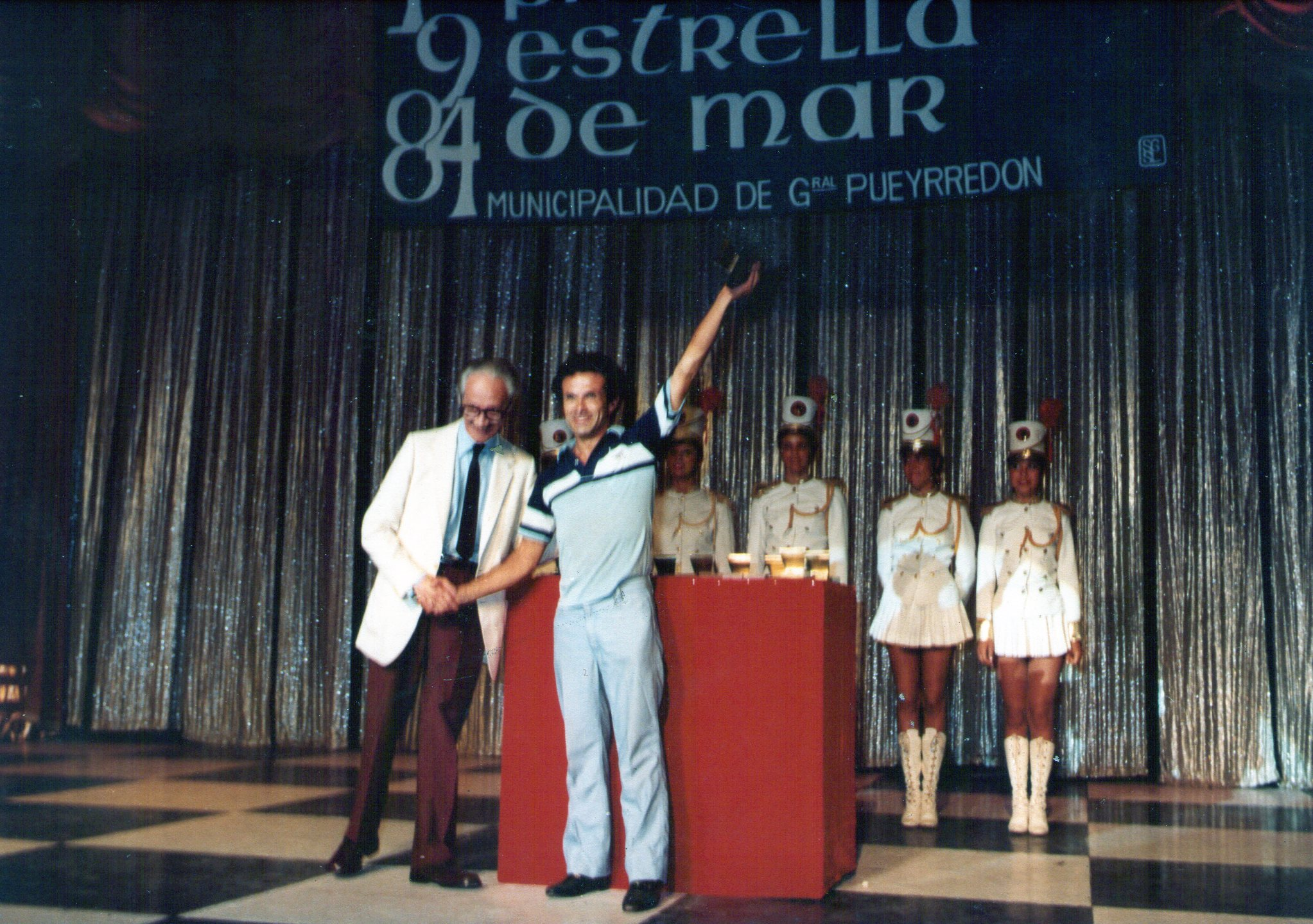
Entrega de premio Estrella de Mar 1984

- Entrega de premio Estrella de Mar 19841984 Premio Estrella de Mar Mejor Actor Marplatense ("Violín en bolsa")
- 1984 Nominado Mejor Espectáculo Marplatense ("Violín en bolsa")
- 1984 Nominado Mejor Espectáculo de Humor ("Violín en bolsa")
- 1985 Nominado Mejor Espectáculo unipersonal ("El buey solo bien se lame")
- 1986 Nominado Estrella de Mar Mejor Espectáculo Marplatense ("Y nos dijeron que éramos inmortales")

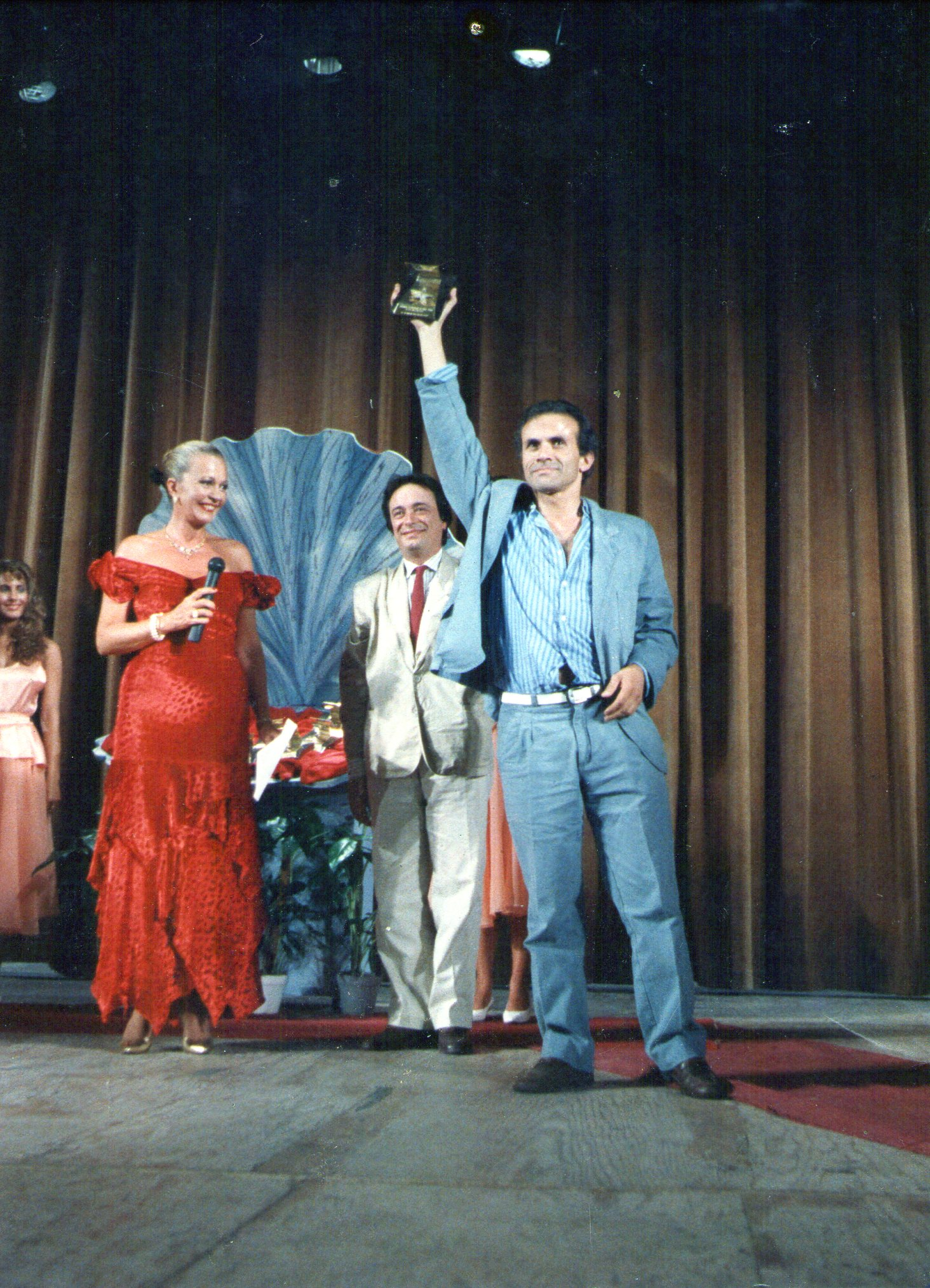
Entrega de premio Estrella de Mar 1988

- Entrega de premio Estrella de Mar 19881988 Premio Estrella de Mar Mejor Actor Marplatense
- 1998 Nominado Estrella de Mar Mejor Espectáculo Unipersonal ("(Con)Ciertos (Con)Textos")

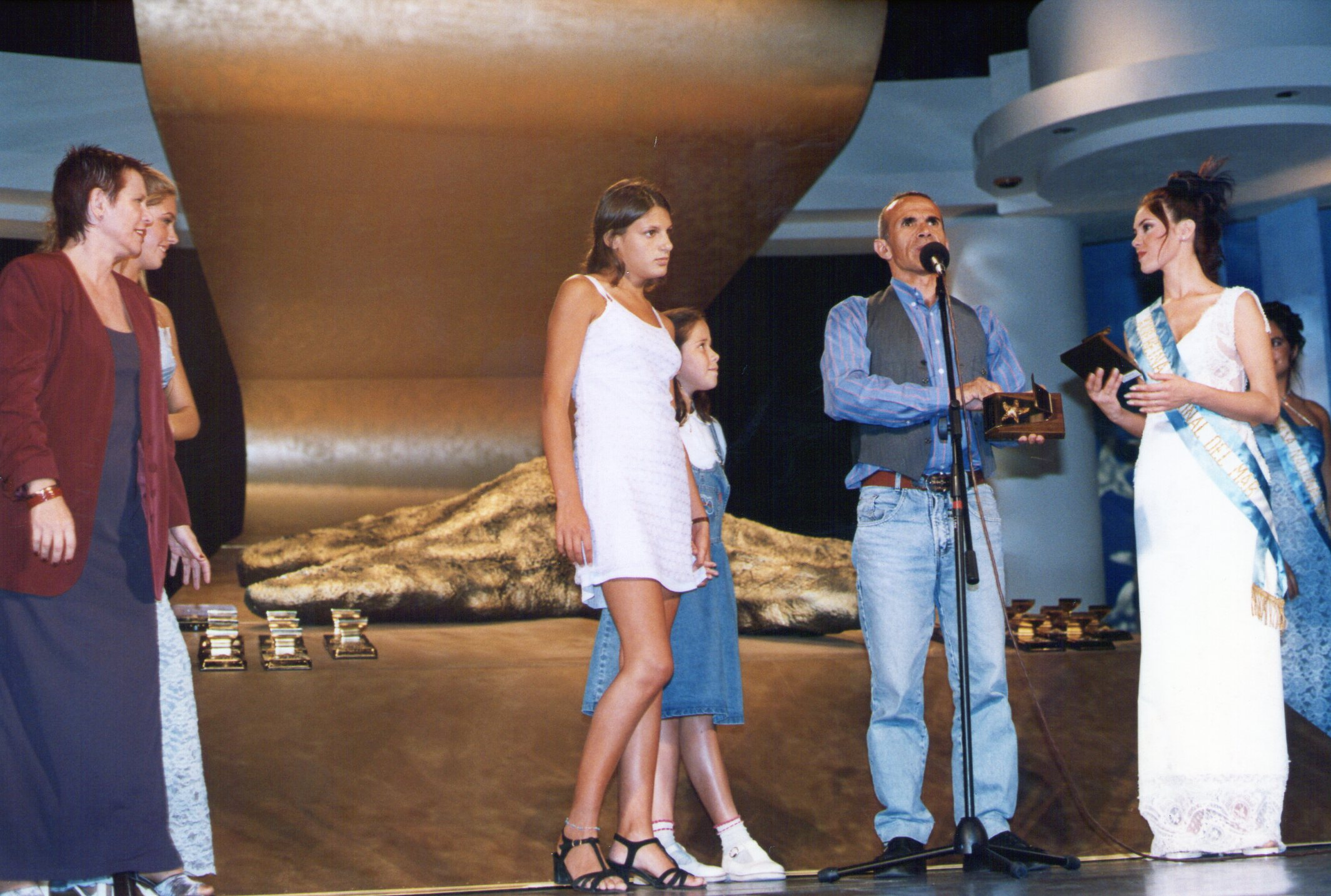
Entrega de premio Estrella de Mar 1998

- Entrega de premio Estrella de Mar 19981998 Premio Estrella de Mar Mejor Actor Marplatense
- 1999 Premio Estrella de Mar Mejor Coreografía ("La nave entre-abierta")
- 1999 Premio Comedia de la Prov. de Bs. As. Mejor Actor Regional
- 2002 Premio Pepino el 88 Mejor Labor Actoral

## Filmografía (Largometrajes)
- 2002: La sagrada familia.
- 2014: Betibú.
- 2015: Boca Juniors 3D.

## Filmografía (Cortometrajes)
- 2016: Viejo Oficio
- 2016: Héroe de ciudad
- 2016: A un día de ayer
- 2016: Moscas y Mosquitos
- 2016: Caer del tiempo
- 2015: Diferente
- 2015: Charco (Serie Web)
- 2014: Historia sin retorno
- 2014: 21, La mujer
- 2014: El hombre misterioso
- 2014: El bueno, el malo y el Claudio
- 2014: La mettrie
- 2013: Hadestiempo
- 2013: Los encargos
- 2010: Construcción de un gasoducto
- 2010: El hombre que no tuvo culpa
- 2009: El muerto en el espejo
- 2009: Cara o cruz
- 2009: Indicios
- 2006: Puertas adentro
- 2004: Tres portugueses bajo un paraguas
- 1992: El anticuario

## Televisión
- Hombres de ley
- Regalo del cielo
- Cosecharás tu siembra
- Patear el tablero
- Más allá del horizonte
- ¡Grande, Pa!
- Con alma de tango
- Amor Sagrado
- Teatro Argentino Contemporáneo
- La condena de Gabriel Doyle
- Como vos & yo
- Muñeca Brava
- Los médicos de hoy
- Chiquititas
- Primicias
- PH
- Franco Buenaventura, El Profe
- Malandras
- Herederos de una venganza
- Señales del fin del mundo
- Campamento
- Pandemias
- Francisco, el Jesuita

## Teatro
- 2016: El Viejo Otelo - Dir: Sebastián Pajoni
- 2015: Él no es tu amigo.
- 2015: Nadie quiere ser nadie - Dir: Mariela Asensio
- 2014: Cartas sobre el mar - Dir: María del Carmen Sánchez
- 2014: La lección - Dir: Beatriz Heredia Narváez
- 2014: El conventillo de la Paloma - Dir: Norberto Barrutti
- 2014: Glorias de trenes y talleres - Dir: Carlos Juárez
- 2011: La historia en su lugar - Dir: María del Carmen Sánchez
- 2007: Un guapo del 900 - Dir: Eva Halac
- 2006: Claveles azul marino - Dir: Miguel Ángel Porro
- 2005/08: El conventillo viviente - Dir: Adrián Blanco
- 2003: Tangos, amores y palabras sueltas - Dir: Susana Mercado/Carlos Juárez
- 2002: Buey solo bien se lame - Dir: Carlos Juárez
- 2002: (Con) Ciertos (Con) Textos - Dir: Carlos Juárez
- 2002: Corazón de bizcochuelo - Dir: María Emilia Alvides
- 2001: Despertar de Primavera - Dir: Horacio Pigozzi
- 2000: Pséudolo - Dir: Rómulo Pianacci
- 1999: Chau, Ranita - Dir: Lito Melfi
- 1999: La cocina - Dir: Norberto Barruti
- 1999: A los muchachos - Dir: Norberto Barruti
- 1998: (Con) Ciertos (Con) Textos - Dir: Carlos Juárez
- 1999: La nave entre-abierta - Dir: Patricia Enciso
- 1996: Pséudolo - Dir: Rómulo Pianacci
- 1995: El dictamundo - Dir: Norberto Barruti
- 1994: El Proceso - Dir: Norberto Barruti
- 1993: Los bandos de Verona - Dir: Rómulo Pianacci
- 1992: El delirio - Dir: José Bove
- 1991: Ardides y artimañas - Dir: Carlos Risso Patrón
- 1990: Detrás de una verja de lanzas - Dir: Carlos Juárez/Luis A. Lecuna
- 1990: Tiempo de Firulete - Dir: Alberto Fernández de Rosa
- 1989: Atrapen al Cuco
- 1988: Buscando la Cruz del Sur - Dir: Carlos Palacios
- 1988: Chau, Ranita - Dir: Silvia Ferragine
- 1986: Y nos dijeron que éramos inmortales - Dir: Antonio Mónaco
- 1985: Buey solo bien se lame - Dir: Carlos Juárez
- 1984: Violín en bolsa - Dir: Enrique Baigol
- 1983: La cortina de abalorios - Dir: Enrique Baigol
- 1983: Estrellas por la cabeza - Dir: Carlos Juárez
- 1982: El histórico encuentro de Margarita y Armando en el Museo de la Ciudad, enlodado por espantozas razones de familia - Dir: Enrique Baigol
- 1980: Juguemos con los chicos - Dir: Carlos Juárez
- 1978: Todos son sospechosos... menos el muerto - Dir: Rubén Altamirano
- 1977: Dúo de flauta y batería - Dir: Aarón Korz
- 1977: Carlitos busca una flor - Dir: Víctor Fabiani
- 1970: Los de la mesa diez - Dir: Carlos Hugo Andrada
- 1970: El hombre de la flor en la boca - Dir: Carlos Hugo Andrada